# Números sociables
El concepto de número sociable es la generalización de los conceptos de números amigos y números perfectos. Un conjunto de números sociables es una sucesión alícuota, o una sucesión de números en que cada término es igual a la suma de los factores propios del término anterior. En el caso de los números sociables, la sucesión es cíclica, es decir, los términos se repiten.
El periodo de esta sucesión, o el orden del conjunto de números sociables, es el número de términos de la sucesión que hay en el ciclo. Si el periodo de la sucesión es 1, el número es un número sociable de orden 1, o un número perfecto. Por ejemplo, 6 tiene por factores propios los números 1, 2 y 3, que a su vez suman 6. Un par de números amigos es un conjunto de números sociables de orden 2. No se conocen, por el momento, números sociables de orden 3.
Es una pregunta abierta si todos los enteros son, o bien sociables, o bien su sucesión alícuota acaba en un primo (y, como consecuencia, en 1); o si, por el contrario, existe algún número cuya sucesión alícuota nunca acaba.

## Ejemplo
He aquí un ejemplo con período 4:
- La suma de los factores propios de 1264460 (22 · 5 · 17 · 3719) es:
1 + 2 + 4 + 5 + 10 + 17 + 20 + 34 + 68 + 85 + 170 + 340 + 3719 + 7438 + 14876 + 18595 + 37190 + 63223 + 74380 + 126446 + 252892 + 316115 + 632230 = 1547860
- La suma de los factores propios de 1547860 (22 · 5 · 193 · 401) es:
1 + 2 + 4 + 5 + 10 + 20 + 193 + 386 + 401 + 772 + 802 + 965 + 1604 + 1930 + 2005 + 3860 + 4010 + 8020 + 77393 + 154786 + 309572 + 386965 + 773930 = 1727636
- La suma de los factores propios de 1727636 (22 · 521 · 829) es:
1 + 2 + 4 + 521 + 829 + 1042 + 1658 + 2084 + 3316 + 431909 + 863818 = 1305184
- La suma de los factores propios de 1305184 (25 · 40787) es:
1 + 2 + 4 + 8 + 16 + 32 + 40787 + 81574 + 163148 + 326296 + 652592 = 1264460

Los más sencillos (con los enteros más pequeños) son:
hay otro de veintiocho términos, y este de cuatro:

El primero de ellos fue hallado por Poulet en 1918, y los últimos, incluido el mostrado, por Henri Cohen en 1969.